# Taleporia pseudobombycella
Taleporia pseudobombycella är en fjärilsart som beskrevs av Jacob Hübner 1796. Taleporia pseudobombycella ingår i släktet Taleporia och familjen säckspinnare. Inga underarter finns listade i Catalogue of Life.